# Daniel Drem Ruz
Daniel Drem Ruz comte de Cornouaille et/ou roi légendaire d'Armorique.

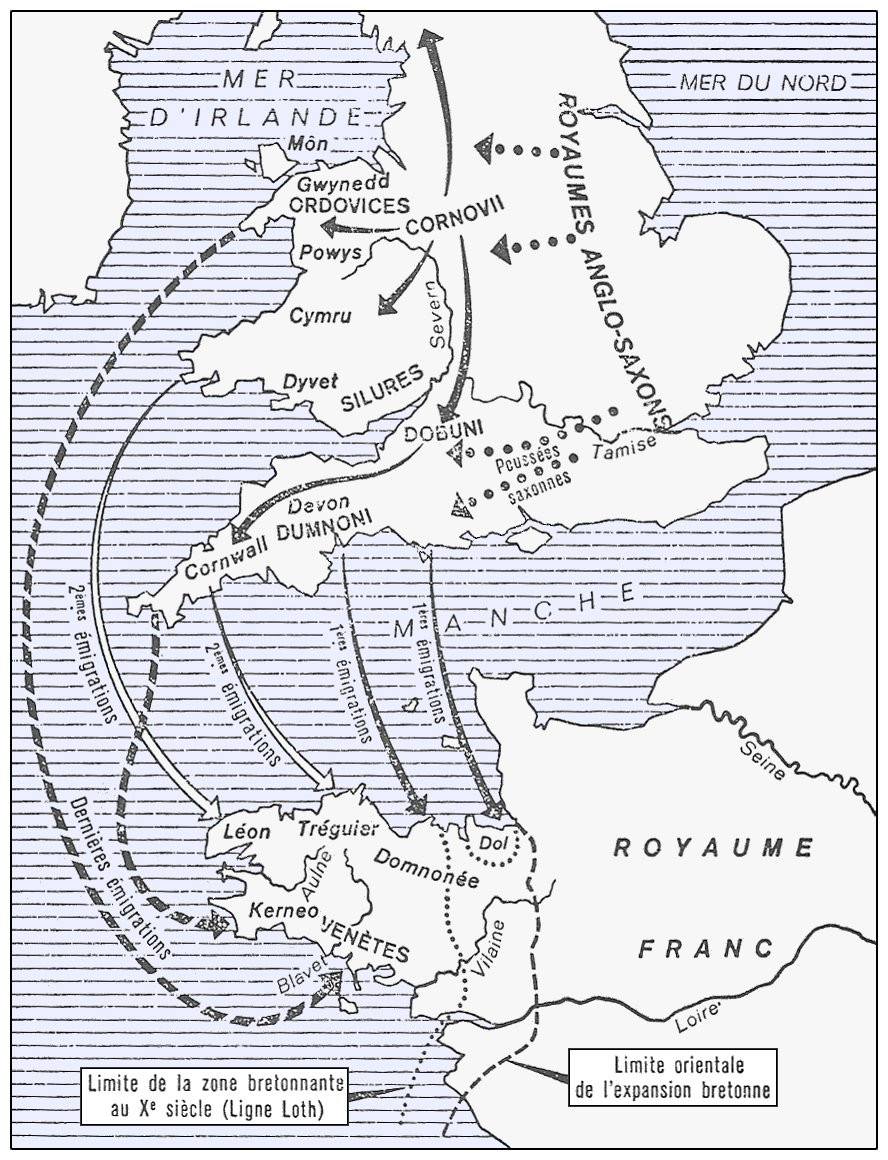
Daniel Drem Ruz dirigea peut-être un royaume double à travers la Manche, dans le cadre des grandes migrations bretonnes vers le continent.

## Éléments de biographie
Les versions de la Vita de Saint-Méloir s'accordent sur le fait qu'après un certain Iahan Reith, la Cornouaille passe successivement à son fils Daniel, puis à Budic fils de Daniel, et enfin aux fils de ce dernier, Meliau et Rivod, dont le premier est le père du saint.
Le Cartulaire de l'abbaye de Landévennec copié au XIe siècle donne la liste des rois ou princes et des comtes de Cornouaille dans laquelle le successeur de Gradlon Mur est un certain Daniel Drem Rud, soit Drem Ruz, qui signifie en vieux breton « Visage/regard rouge », et « qui fut roi des Alamanni ». Il précède les deux frères Budic et Maxenti ou Maxen ri présentés comme ses successeurs (et fils ?). Le titre de roi des Alamans qui lui est attribué semble aberrant, et Alammani peut sans doute être corrigé en Albanni, ce qui ferait de Daniel comme Riwal le chef d'une principauté double de chaque côté de la Manche.
Sur ces bases bien ténues, Pierre Le Baud avance dans Cronicques et ystoires des Bretons qu'il est le successeur du mythique souverain de Bretagne d'Alain II le Long et n'hésite pas à préciser : 

« Et après Allain le Long régna Daniel surnommé Dremruz qui signifie au visage rouge... Paravant roi de Breytagne fut comte de Cornouaille. [Ce Daniel Dremruz aurait été] roi de toute la Bretaigne et d'Allemaigne ; il régna jusqu'environ l'an sept cents trente. [Après la mort de Daniel] les princes du pays se divisèrent en sept parties et se nonnoient chacun d'eux roy en sa portion. »

La Chronique de Dol, rédigée à la fin du XIe siècle, le donne comme successeur de Gradlon, et prédécesseur de Judicaël. Son surnom est traduit par le terme latin « Visum rubrum ».